# Ясенівка (Яворівський район)
Ясені́вка — присілок колишнього села Щирець Равського повіту, тепер знаходиться у Яворівському районі. Відселене у зв'язку з утворенням Яворівського військового полігону. Поруч знаходяться колишні села Крущини, Бідин, Клепарів, Біла Піскова, Мала Вишенька, гора Буракова Нива.

## Відомі особистості
В селі народився:
- Цьонь Василь Данилович (1884—1959) — український мистець-килимар.